# La región salvaje
La región salvaje és una pel·lícula dramàtica mexicana escrita i dirigida per Amat Escalante i estrenada l'any 2016. Va ser presentada a la Mostra de Venècia de 2016 on Amat Escalante assoleix el Lleó d'Argent al millor director.

## Argument
Alejandra està casada amb Angel i tenen dos fills. Fabian, el germà d'Alejandra, treballa a l'hospital i coneix Veronica que ha estat ferit al ventre després d'haver anat a la casa dels Vega.

## Repartiment
- Ruth Jazmin Ramos: Alejandra
- Simone Bucio: Veronica
- Jesús Meza: Angel
- Edén Villavicencio: Fabian
- Andrea Peláez: la mare de Angel
- Oscar Escalante: senyor Vega
- Bernarda Trueba: Marta Vega
- Kenny Johnston: Coleman

## Crítica
- L'acollida de la crítica és positiva: el lloc Allociné recull una mitjana dels crítics de 3,1/5, i dels crítics espectadors de 3,4/5.[2]
- Per a Jacques Mandelbaum del Món, « Amat Escalante es confronta al gènere fantàstic, per fer servir una metàfora al voltant de la naturalesa devoradora del desig. […] Si el cor del film d'Escalante es troba en tot cas al antre de la bèstia, una certa debilitat dramatúrgica toca, per contra, al dispositiu humà que disposa al seu voltant. ».[3]
- "Una hipnòtica barreja de malson de ciència-ficció i aiguafort costumista amb ànima de melodrama (…) Puntuació: ★★★★ (sobre 5)"[4]
- "Barreja realisme domèstic i ciència-ficció eròtica per generar un efecte intrigant però incomplet (...) 'The Untamed' mai transcendeix la suma de les seves intrigants parts oposades."[5]